# Atif Ubajd
Atif Muhammad Ubajd, Atef Muhammad Ebeid (arab. عاطف محمد عبيد; ur. 14 kwietnia 1932 w Tancie, zm. 12 września 2014) – egipski polityk. Premier Egiptu od 5 października 1999 do 14 lipca 2004.

## Edukacja
W 1955 ukończył studia na Uniwersytecie Kairskim, zaś w 1962 na University of Illinois at Urbana-Champaign.

## Kariera
Ubajd był profesorem biznesu na Uniwersytecie Kairskim. W 1980 został mianowany na stanowisko ministra spraw gabinetowych. Potem też wszedł do rządu jako odpowiednio: minister rozwoju regionalnego i minister planowana. 5 października 1999 prezydent Husni Mubarak mianował go na stanowiska premiera Egiptu. Od 20 czerwca 2004 do 6 lipca 2004 pełnił obowiązki prezydenta Egiptu (w związku z chorobą Mubaraka).
9 lipca 2004 poinformował o swojej rezygnacji związanej z atakami przedsiębiorców, którzy oczekiwali od niego szybszej prywatyzacji i zmniejszenia wpływów państwa. Jego następcą został Ahmad Nazif.
Po zakończeniu kariery politycznej został prezesem Arabskiego Banku Międzynarodowego, który był dość popularny wśród dawnych premierów. W kwietniu 2011 został odwołany ze stanowiska, ze względu na zarzuty korupcyjne. Był też publicystą gazety Achbar al-Jaum.

## Kontrowersje
1 marca 2012 roku został skazany na 10 lat pozbawienia wolności za marnotrawienie środków państwowych. Jednak w styczniu 2013 sąd apelacyjny uchylił wyrok i ponownie zbadał sprawę. Pod koniec stycznia 2013 został uniewinniony z postawionych mu zarzutów.